# ويلفريد آرثر
ويلفريد آرثر (بالإنجليزية: Wilfred Arthur)‏ هو طيار أسترالي، ولد في 7 ديسمبر 1919 في سيدني في أستراليا، وتوفي في 23 ديسمبر 2000.